# Марсель-8
Марсе́ль-8 (фр. Marseille-8) — кантон во Франции, находится в регионе Прованс — Альпы — Лазурный Берег. Департамент кантона — Буш-дю-Рон. Входит в состав округа Марсель.
Код INSEE кантона — 1319. 
Кантон был образован 22 марта 2015 года. В состав кантона вошла часть коммуны Марсель.

## Население
Население кантона на 2015 год составляло ... человек.